# John Obi Mikel
John Obi Mikel, född 22 april 1987 i Jos, är en nigeriansk fotbollsspelare.

## Karriär
Obi köptes 2006 från det norska laget FC Lyn i Oslo till Manchester United för en summa av fyra miljoner pund, men han ångrade sig och hävdade att han tvingats skriva på kontraktet utan närvaro av sin agent och att han hellre ville spela för Chelsea. Chelsea erbjöd Manchester United 12 miljoner pund, varvid laget avstod sina anspråk och Obi återvände till Chelsea. De ursprungliga fyra miljoner pund betalas dessutom till FC Lyn. Mikel har i Chelsea oftast fått agera defensiv mittfältare i klubbens 4-2-3-1-system. Den 21 september 2013 gjorde Mikel sitt första mål i ligan för Chelsea.
Den 1 juli 2019 värvades Mikel av turkiska Trabzonspor, där han skrev på ett tvåårskontrakt med option på ytterligare ett år. Den 17 augusti 2020 värvades Mikel av Stoke City.

## Meriter
- FA Cupen: 2007 och 2009, 2010, 2012
- Engelska Ligacupen: 2007
- Brons i Afrikanska mästerskapet i fotboll 2006, Guld i Afrikanska mästerskapet i fotboll 2013
- UEFA Champions League: 2012
- Premier League: 2009/2010, 2014/2015
- FA Community Shield: 2009